# Sabine Dittmar

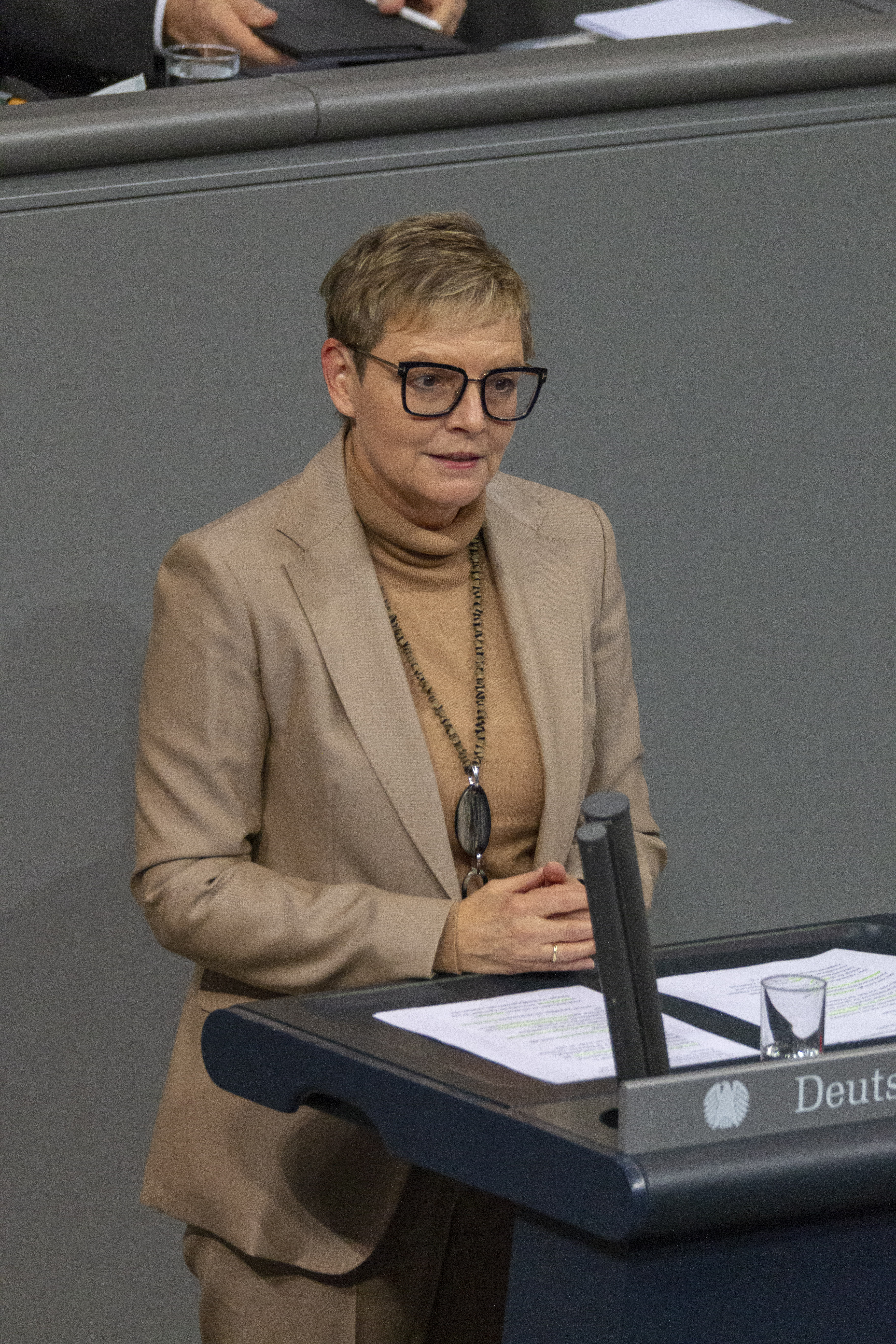
Sabine Dittmar

Sabine Dittmar (* 15. September 1964 in Schweinfurt) ist eine deutsche Politikerin (SPD) und Ärztin. Seit 2013 ist sie Mitglied des Deutschen Bundestages. Sie war von 2021 bis 2025 Parlamentarische Staatssekretärin bei dem Bundesminister für Gesundheit. Sie arbeitete im Ausschuss für Gesundheit und als gesundheitspolitische Sprecherin der SPD-Bundestagsfraktion. 2008 bis 2013 war sie Mitglied des Bayerischen Landtages.

## Leben
Dittmar wurde in Schweinfurt geboren und wuchs im nahegelegenen Maßbach auf. Dort erreichte sie den qualifizierenden Hauptschulabschluss und anschließend die Berufsfachschule in Münnerstadt. Danach absolvierte sie eine Ausbildung zur Kinderpflegerin. Im Jahr 1982 bestand sie auf dem Bayernkolleg Schweinfurt das Abitur und begann 1985 ein Physikstudium an der Universität Würzburg, das sie nach drei Semestern abbrach. Ihr anschließendes Studium der Humanmedizin an derselben Universität schloss sie 1993 mit dem dritten Staatsexamen ab. Nach ihrer Teilapprobation  arbeitete sie in den ersten zwei Jahren in verschiedenen Krankenhäusern, zuletzt als Assistenzärztin. Von 1995 bis 2010 war sie in der hausärztlichen Gemeinschaftspraxis  ihres Mannes in Maßbach tätig. Während der COVID-19-Pandemie hat Dittmar regelmäßig Dienste in einem Testzentrum geleistet.

## Politische Karriere
Dittmar trat 1981 der SPD bei. Anfangs war sie Kassiererin und Schriftführerin im Ortsverein Maßbach, dessen Ortsvereinsvorsitzende sie von 1990 bis 2007 war. Im Jahr 1990 wurde sie in den Kreistag von Bad Kissingen gewählt. Dort wurde sie 1996 erst stellvertretende Fraktionsvorsitzende, ab 2005 war sie dann Fraktionsvorsitzende. Im Mai 2008 übernahm sie den Vorsitz des SPD-Kreisverbandes von Bad Kissingen, im darauf folgenden Juli wurde sie auch in den Bezirksvorstand der SPD Unterfranken gewählt.
Bei der Landtagswahl in Bayern 2008 wurde Dittmar über die Wahlkreisliste Unterfranken der SPD in den Bayerischen Landtag gewählt; in ihrem Stimmkreis 603 Bad Kissingen / Hohe Rhön (Wahlkreis Unterfranken) war sie mit 17,3 % der Erststimmen ihrem Gegenkandidaten Robert Kiesel von der CSU unterlegen.

### Abgeordnete im Deutschen Bundestag
Dittmar kandidierte bei der Bundestagswahl 2013 im Wahlkreis 248 Bad Kissingen als Nachfolgerin für Susanne Kastner. Über die Landesliste gelang ihr der Einzug in den Deutschen Bundestag, genauso wie bei der Bundestagswahl 2017 und der Bundestagswahl 2021; sie unterlag bei den Erststimmen jeweils mit rund 19 % gegen Dorothee Bär (CSU).
Im 19. Deutschen Bundestag war Dittmar Obfrau des Gesundheitsausschusses und als stellvertretendes Mitglied im Verteidigungsausschuss vertreten. Dittmar ist Mitglied der überparteilichen Europa-Union Deutschland, die sich für ein föderales Europa und den europäischen Einigungsprozess einsetzt. Außerdem war sie Obfrau im Ausschuss für Gesundheit und Mitglied 1. Untersuchungsausschuss des Verteidigungsausschusses gemäß Artikel 45a Abs. 2 GG („Beraterverträge“).
Sie wurde zu Beginn der 20. Legislaturperiode Mitglied im Hauptausschuss des Deutschen Bundestages sowie Mitglied im erweiterten Fraktionsvorstand der SPD-Bundestagsfraktion. Sie war vom 8. Dezember 2021 bis zum 6. Mai 2025 Parlamentarische Staatssekretärin beim Bundesminister für Gesundheit, Karl Lauterbach (SPD).
Zur Bundestagswahl 2025 trat Dittmar im Bundestagswahlkreis Bad Kissingen sowie auf Listenplatz 6 der Landesliste der BayernSPD an. Seit dem Einzug in den 21. Deutschen Bundestag ist sie Mitglied im Verteidigungsausschuss sowie stellvertretendes Mitglied im Ausschuss für Gesundheit.